# Piedra de Makabe
La  Piedra de Makabe (真壁石  Makabe-Ishi ?)  o  Roca de Makabe  es una pequeña piedra de granito extraída del Monte Kaba en la ciudad Sakuragawa de la Prefectura de Ibaraki.

## Generalidades

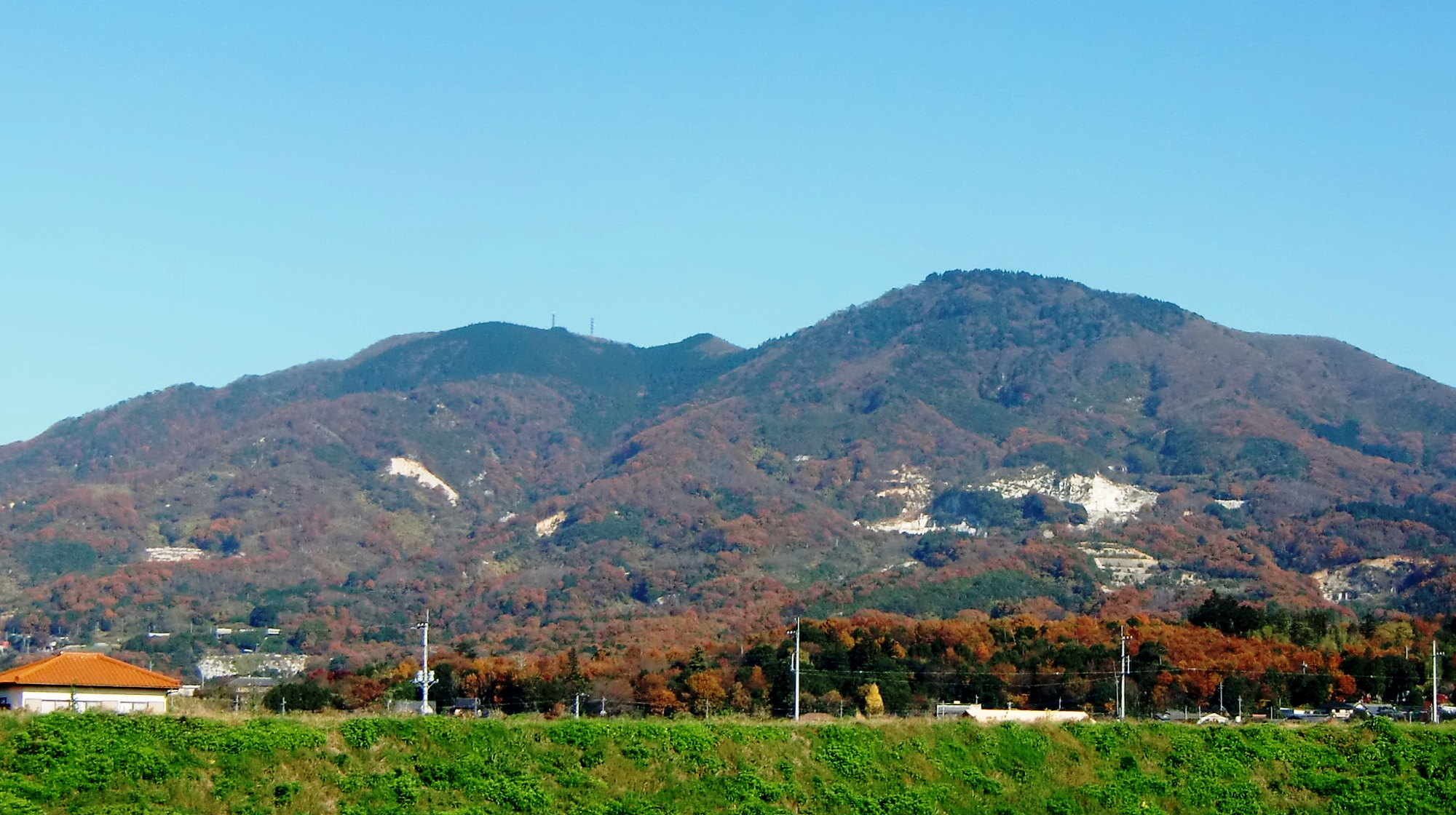
Canteras de Piedra de Makabe

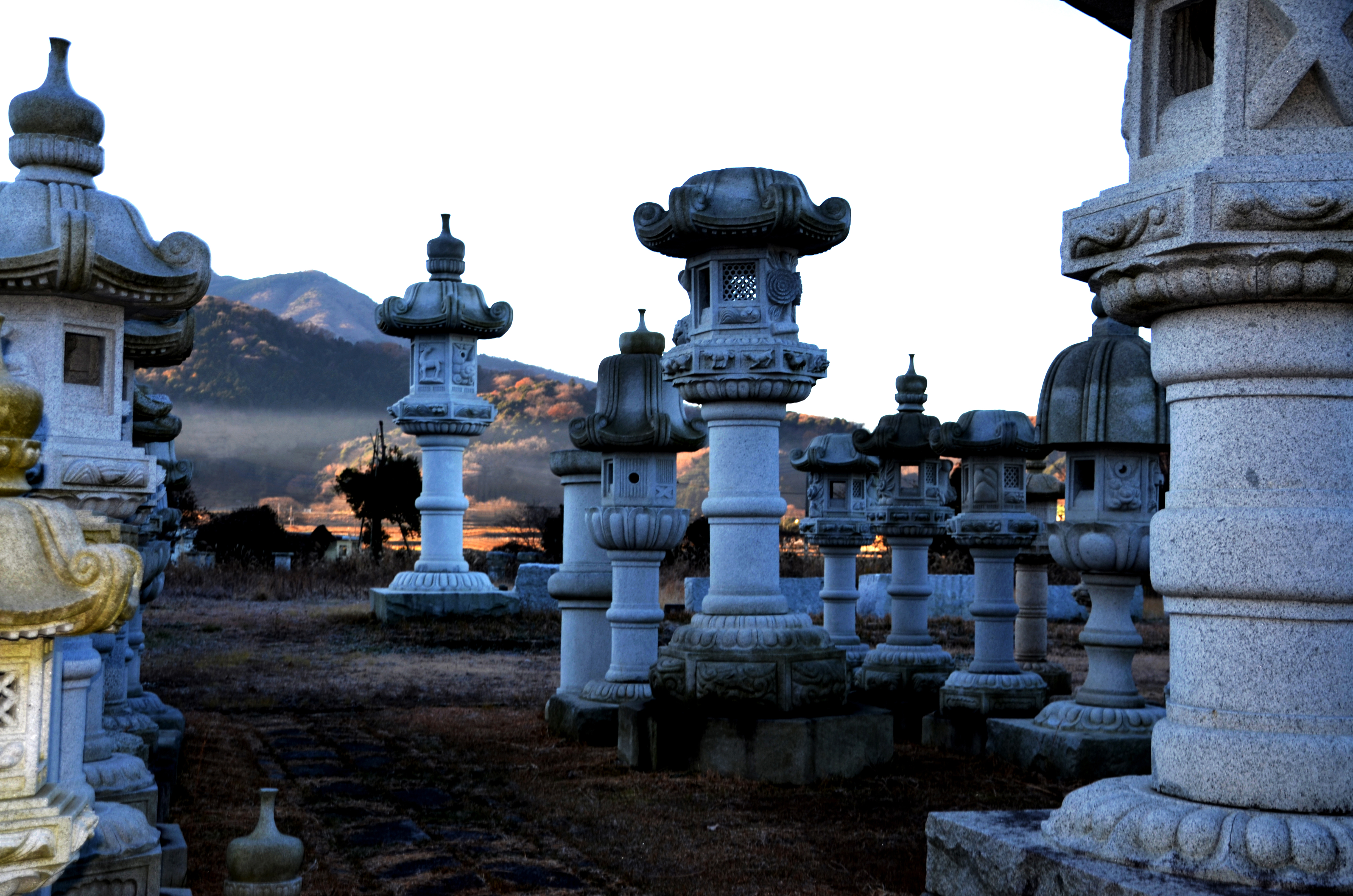
Linternas Piedra de Makabe

El Monte Kaba (altitud de 709 m) es de formación granítica. Existen canteras, en el centro de la parte oeste del Monte Kaba, en la ciudad de Sakuragawa, en la parte oriental de Makabe-Chō (casco antiguo de la ciudad). La cantería es uno de los oficios de antigua tradición.
Planos y vistas satelitales: 36°17′32.8″N 140°08′03.6″E / 36.292444, 140.134333
Como materia prima, la piedra de Makabe se extrae de canteras en explotaciones mineras a cielo abierto. Aunque la roca de color blanco se usa principalmente, la de color azulado y la de negro también se usan y son de mayor costo.
Es conocido nacionalmente como un centro de tallas de piedra. La piedra es tallada por maestros tallistas. Es óptimo como material para estatuas, para lápidas, para diversas decoraciones y también es adecuado como material para linternas japonesas (Tōrō) de piedra.

## Historia
El trabajo de la piedra en Makabe comenzó alrededor del final del período de Muromachi (1336-1573), en ese momento, la fabricación de artículos de piedra para templos budistas proporcionó suficiente trabajo para una industria próspera en toda la zona, y la industria de la piedra en Makabe comenzó a ser considerada como una de las principales áreas de producción de piedra de Japón. 
Con el florecimiento cultural del período Edo (1603-1868), el uso de la piedra de Makabe en santuarios sintoístas, castillos japoneses y arquitectura en general comenzó a extenderse. Después del período Meiji (1868-1912), el uso de esta piedra, empezó a ser reconocida y con la modernización esta piedra se usaba cada vez más en edificios.

## Linternas de Piedra de Makabe

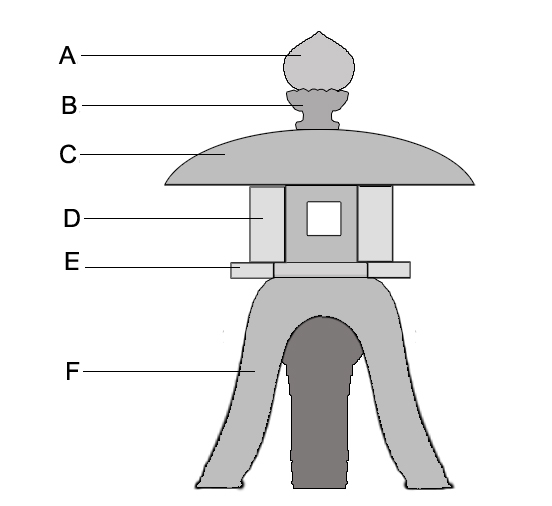
Linternas de jardín de tres patas

El estilo tradicional de artesanía de linternas o faroles de piedra (Tōrō) comenzó en algún momento durante el período Kamakura (1192-1333). 
Las linternas de piedra de Makabe es posterior y la más antigua descubierta hasta la fecha fue hecha a inicios del siglo XIX. La solidez y la delicada escultura, aportan elegancia a los jardines japoneses.